# هجوم درعا والسويداء (يونيو 2015)
كان هجوم درعا والسويداء  (المعروف أيضًا باسم معركة سحق الطغاة) حملة خلال الحرب الأهلية السورية التي شنت الجبهة الجنوبية للجيش الحر والجبهة الإسلامية المتحالفة ضد مواقع الحكومة في وبالقرب من قاعدة اللواء 52 الذي تبلغ مساحته 1,200 هكتار تقريباً، ويتألف من عدة كتائب: ثلاث كتائب ميكا معززة، وكتيبة دفاع جوي، وكتيبتا مدفعية ميدان 120 ملم، و3 كتائب دبابات تي-7، كما يضم 7 سرايا: سرية استطلاع، وسرية هندسة، وسرية شؤون فنية، وسرية إشارة، وسرية مقر، وسرية شؤون إدارية، وسرية نقل.

## يشارك فصائل المعارضة
- جيش اليرموك
- لواء المهاجرين والأنصار
- فوج المدفعية
- ألوية الفرقان
- ألوية العمري
- لواء الحق
- فرقة خيالة الزيدي[27]